# Supernova (Expérience n°1)
Pour les articles homonymes, voir Supernova (homonymie).
Pour plus de détails, voir Fiche technique et Distribution.
Supernova (Expérience n°1), ou Supernova (Expérience #1), est un film fantastique du réalisateur indépendant Pierre Vinour, sorti en 2003.

## Fiche technique
- Musique : Cirylle Dufay
- Décors : Nelly Nahon
- Photographie : Éric Weber
- Montage : Valentin Baillet et Sylvain Leduc
- Production : Alain Bellon, Pascal Mieszala, Anny Romand et Pierre Vinour
- Société de distribution : Tecumseh.works
- Format : couleur - 35mm
- Langue : français

## Distribution
- Philippe Nahon (Simon Peyrelevade)
- Clément Sibony (Julien Peyrelevade)
- Marie-Anne Mestre (Anne Peyrelevade)
- Catherine Wilkening (Gloria & Sandra)
- Philippe Vuitteney (Prof. Mortensen)
- Brigitte Barilley (L'infirmière)
- Guy Jacques (L'infirmier)
- Charlotte Schioler (La scientifique)
- François Berland (Le premier ministre)
- Piero Toaldo (Conseiller ministériel 1)
- Philippe Sazerat (Conseiller ministériel 2)
- Elisabeth Weissman (Dupré-Valmont)
- Jacques Serres (Léonard)
- Jean-Paul Daniel (Journaliste 1)
- Pascal Mieszala (Journaliste 2)
- Eléonore André (La Serveuse)
- René Moratille (Le chauffeur)